# John Simon Jones
John Simon Jones is een Amerikaans acteur.

## Biografie
Jones is begonnen met acteren in 1986 met de film Love Struck. Hierna heeft hij nog meerdere rollen gespeeld in films en televisieseries zoals Beverly Hills, 90210 (1999), V.I.P. (2001), Lost (2004) en Passions (2002-2006).

## Filmografie

### Films
- 2003 Disaster – als Kenny
- 2002 Frogmen Operation Stormbringer – als Miller
- 1999 Operation Delta Force 3: Clear Target – als Vickers
- 1999 Cold Harvest – als Victor
- 1998 Operation Delta Force 2: Mayday – als Vickers
- 1997 Merchant of Death – als rechercheur Will Gordon
- 1997 Jump the Gun – als eigenaar wapenwinkel
- 1997 Never Say Die – als Amos
- 1994 Guns of Honor – als Rupe
- 1993 Daisy de Melker – als ??
- 1986 Love Struck – als Luke

### Televisieseries
Uitgezonderd eenmalige gastrollen.
- 2002 – 2006 Passions – als Stan – 9 afl.
- 1997 Natural Rhythm – als ?? – miniserie
- 1996 Rhodes – als Maurice Heany – 3 afl.